# Lijst van personages in publiek domein
Dit is een lijst met personages die beschouwd kunnen worden als publiek domein
Dit houdt in dat zij vrijelijk te gebruiken zijn voor afgeleide werken, zoals strips, films, tekenfilms en andere kunstwerken, zonder dat hier toestemming van enig rechthebbende voor nodig is. Over het algemeen geldt de regel dat karakters zeventig jaar na het overlijden van hun auteur publiek domein worden. Indien de auteur onbekend is, wordt zeventig jaar na het verschijnen van een werk aangehouden.
Let op: deze lijst gaat alleen over personages, niet over eventuele afgeleide werken. Het feit dat een film zich in het publiek domein bevindt wil nog niet zeggen dat de personages uit die film zich ook in het publiek domein bevinden. Zo bevinden de Superman cartoons gemaakt tussen 1941 en 1943 zich in het publiek domein, maar valt het personage Superman nog gewoon onder het auteursrecht. Omgekeerd kan ook: het personage Herakles is publiek domein, maar de Disneyfilm over dit personage is auteursrechtelijk beschermd.

## Personages uit de Griekse mythologie
Alle figuren uit de Griekse mythologie kunnen tot het publieke domein worden gerekend.
- Jason
- Herakles
- De Nemeïsche leeuw
- Odysseus
- De Cycloop
- Circe
- Hermes
- Aphrodite
- Hestia

## Personages uit duizend-en-één-nacht nacht
De vertellingen van Duizend-en-één-nacht zijn tussen 500 voor Christus en 1800 in verschillende versies opgetekend. Hierdoor kunnen alle personages eruit worden beschouwd als publiek domein.
- Aladin
- Ali Baba en de veertig rovers
- Sinbad de zeeman
- De visser en de Djinn

## Personages uit Robin Hood
Vermeldingen van Robin Hood zijn al in de vroege middeleeuwen te vinden. Alle balladen waarin Robin Hood wordt vermeld, zijn voor de negentiende eeuw geschreven. Hierdoor zijn de volgende personages publiek domein:
- Robin Hood
- Lady Marion
- De Sheriff van Nottingham
- Kleine Jan
- Will Scarlet
- Guy of Gisburne
- Broeder Tuck
- Allan a Dale
- Much
- David van Doncaster
- Koning Jan
- Koning Richard

## Personages uit de sprookjes van de gebroeders Grimm
De gebroeders Grimm tekenden veel verschillende sprookjes en volksvertellingen op. Beiden zijn in de negentiende eeuw overleden (1859 resp. 1863). Hierdoor behoort een groot aantal sprookjesfiguren tot het publieke domein:
- De kikkerkoning
- De wolf en de zeven geitjes
- Broertje en zusje
- Raponsje
- Hans en Grietje
- Assepoester
- Vrouw Holle
- Roodkapje
- De Bremer stadsmuzikanten
- Doornroosje
- Sneeuwwitje
- Repelsteeltje

## Personages uit de sprookjes van Hans Christian Andersen
Hans Christian Andersen verzamelde, net als de gebroeders Grimm, veel sprookjes. Hij overleed in 1875. Hierdoor zijn zijn personages publiek domein:
- De prinses op de erwt
- De keizer uit De nieuwe kleren van de keizer
- De Chinese nachtegaal
- Het lelijke eendje
- De kleine zeemeermin
- Karin uit De rode schoentjes
- Het meisje met de zwavelstokjes
- De sneeuwkoningin
- Duimelijntje
- De soldaat uit De Tondeldoos
- Klaas Vaak

## Personages uit Bram StokersDracula
Het auteursrecht op Bram Stokers Dracula is verlopen, daar de schrijver meer dan zeventig jaar geleden (in 1912) is overleden. Hierdoor behoren de volgende personages tot het publieke domein:
- Graaf Dracula
- Abraham van Helsing
- Wilhelmina Harker
- Arthur Holmwood
- Jonathan Harker
- John Seward
- Quincey Morris
- Renfield
- Lucy Westenra

## Personages uit Arthur Conan DoylesSherlock Holmes
Arthur Conan Doyle, de auteur van Sherlock Holmes, overleed in 1930. Hierdoor behoren alle personages van Sherlock Holmes tot het publieke domein:
- Sherlock Holmes
- Dr. Watson
- Professor Moriarty

## Personages uit Rudyard KiplingsJunglebook
Rudyard Kipling overleed in 1936. Zijn bekende Jungleboek bevat een groot aantal personages, die nu tot het publieke domein behoren:
- Mowgli het mensenkind
- Akela de wolf
- Raksha de wolvin
- Baloe de beer
- Bagheera de panter
- Chil de wouw
- Mang de vleermuis
- Bandar-log, een troep apen
- Kaa de slang (Python)
- Shere Khan de tijger
- Tabaqui de jakhals
- Rama de stier

## Personages uit het wilde westen
Veel historische personages uit het wilde westen worden vrij gebruikt voor Westerns:
- Buffalo Bill
- Annie Oakley
- Sitting Bull
- Billy the Kid
- Pat Garrett
- Wyatt Earp
- Doc Holiday
- Jesse James
- Frank James
- Robert Ford
- James-Younger bende

Ook gebeurtenissen worden vaak gebruikt hiervoor:
- Gunfight at the O.K. Corral
- Pony Express

## Overige populaire personages uit Europese literatuur en geschiedenis
Nederland
- Bokkenrijders
- Willem van der Decken (kapitein van de Vliegende Hollander)
- Dove Wander
- Visser Blommaert en de Ossaert
- Ellert en Brammert
- Faustus te Leeuwarden
- De gierige dame
- Het glujende peerd
- Het ijdele melkmeisje
- Wijerd Jelckama
- Ossaert
- Pier Gerlofs Donia
- Redbald en Wulfram
- Roggemoeder
- Sinterklaas en Zwarte Piet
- Jantje van Sluis
- Dik Trom
- Eline Vere
- Het Vrouwtje van Stavoren
- Wisselkind
- Witte wieven
- De zeemeermin van Westenschouwen

Groot-Brittannië
- Beowulf
- Koning Arthur
- Lancelot
- Frankenstein
- Ebenezer Scrooge
- Sweeney Todd
- Jack the Ripper
- Monster van Loch Ness
- Lawrence van Arabië

Duitsland
- Paashaas
- Baron von Münchhausen
- Winnetou
- Old Shatterhand
- Old Firehand

Italië
- Spartacus
- Julius Caesar

België
- Tijl Uilenspiegel
- Lamme Goedzak

Spanje
- Don Quichot

Zwitserland
- Wilhelm Tell

## Overige populaire personages
- Ben-Hur
- Tarzan
- C. Auguste Dupin
- Kerstman
- Popeye[1]
- Cthulhu

## Personages uit religieuze werken
In feite tellen personages uit elke religie op zijn minst 70 geleden of langer voor het eerst op papier verwerkt onder het publiek domein. Maar adaptaties van religieuze werken kunnen worden opgevat als discriminerend.